# Peter Ludwig von der Pahlen

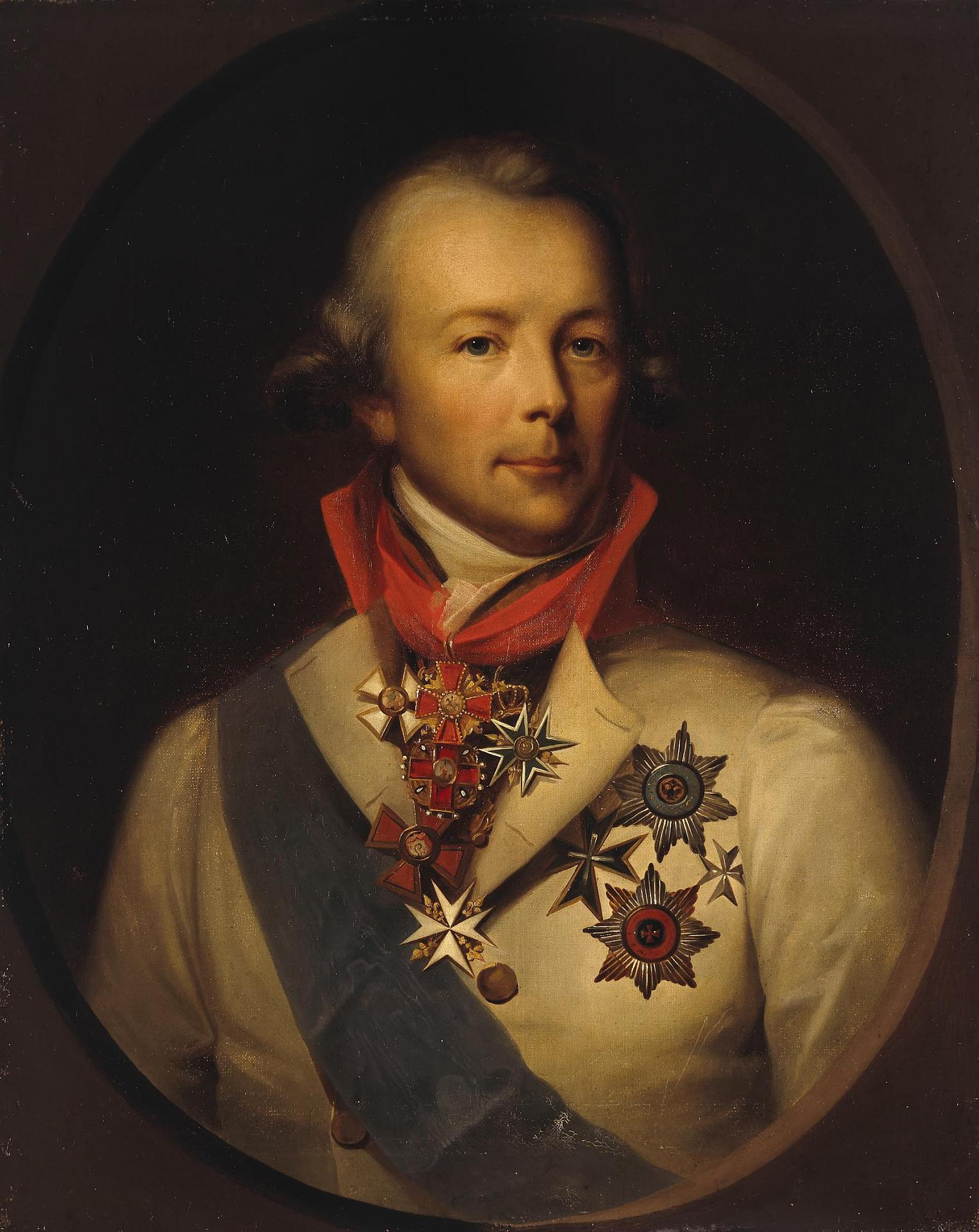
Peter Ludwig von der Pahlen

Peter Ludwig von der Pahlen (russisch Пётр Алексеевич Пален Pjotr Alexejewitsch Palen; * 17. Julijul. / 28. Juli 1745greg. in Palms (in Estland); † 13. Februarjul. / 25. Februar 1826greg. bei Mitau) war russischer General und Staatsmann.

## Leben

### Herkunft und Familie
Peter von der Pahlen entstammte dem deutsch-baltischen Uradelsgeschlecht von der Pahlen. Er war ein Sohn von Arend Diedrich von der Pahlen Freiherr von Astrau  (1706–1753). Er war Stifter der kurländischen Linie der Grafen von der Pahlen auf dem Majorat Kautzemünde (Kaucmindes, im Dorf Saulaine bei Rundāle, heute im lettischen Bezirk Bauska), und vermählte sich 1773 mit Juliane, geborene op dem Hamme genannt Schoeppingk (1750–1814). Die russischen Generale der Kavallerie Paul von der Pahlen (1775–1834) und Peter von der Pahlen (1777–1864) sowie der russische Diplomat und Staatsmann Friedrich von der Pahlen (1780–1863) waren seine Söhne.

### Werdegang
Pahlen hatte bereits den Rang eines Oberstleutnants der Kaiserlich Russischen Armee inne, als er 1778 das kurländische Indigenat erhielt. Er nahm in den Jahren 1788/90 am Krieg gegen die Türken teil, wo er sich hervortun konnte. So avancierte er 1794 zum Generalleutnant und 1798 zum General der Kavallerie. Gleichzeitig wurde er Militärgouverneur von Sankt Petersburg, was er bis 1801 auch blieb. 1799 hatte er als Generalinspekteur der Kavallerie den Höhepunkt seiner Militärlaufbahn erreicht. Er erhielt die Stellung als Chef der Garde zu Pferde. 
Auch als Staatsmann absolvierte Pahlen eine schnelle Laufbahn. 1795 wurde er Gouverneur von Kurland und erwarb sich große Verdienste beim Anschluss Kurlands an das Russische Kaiserreich. Am 22. Februar 1799 wurde er in den russischen Grafenstand erhoben. Ebenfalls im Jahr 1799 wurde er Ritter des Hl. Lazarus-Orden und Ritter des St. Andreas-Ordens mit Brillanten und Großkanzler des Malteserordens. Schließlich, nachdem er bereits Generalgouverneur der Ostseeprovinzen, Finnlands und Ingermanlands war, schloss er seine Karriere als Minister des Inneren ab.

### Attentat auf Paul I.
In der Nacht des 24. März (bzw. 12. März alten Stils) 1801 wurde Zar Paul I. durch Verschwörer aus Kreisen des Adels erdrosselt. Zu den ungefähr 30 Verschwörern gehörten, neben Graf von der Pahlen, Katharinas der II. letzter Liebhaber Fürst Subow (1767–1822), die Grafen Walerian (1771–1804) und Nikolai Subow (1763–1805), Nikolai Subows Schwester Olga Scherebzowa (1766–1849), Nikita Petrowitsch Panin (1770–1837), General Levin August von Bennigsen (1745–1826), José de Ribas (1749–1800), General Uwarow und Gardeoberstleutnant Tatischew.
Das Attentat soll mit dem stillen Einverständnis des Zarensohns Alexander durchgeführt worden sein, der nach der Ermordung seines Vaters als Alexander I. auf den Thron kam und Pahlen danach aus allen Diensten entließ.